# ضوء خافت (فلم 2023)
ضوء خافت (بالإنجليزية: Gaslight) هو فيلم إثارة هندي بلغة هندية من انتاج عام 2023م، منو إخراج بافان كيربالاني وإنتاج راميش توراني وأكشاي بوري. الفيلم من بطولة الممثلين سارة علي خان وفيكرانت ماسي وتشيترانجادا سينغ. تم إصداره في 31 مارس 2023م على منصتي هوتستار وديزني+.

## الحبكة
تعود ميشا إلى قصر والديها ماياجاره في موربي بعد خمسة عشر عامًا من الجفاء مع أسرتها بسبب حادث بعد حفلة عيد ميلادها مما إصابها بشلل وتسبب في مقتل والدتها البيولوجية.
تم إقناعها في رسالة تلقتها من والدها يطلب فيها عودتها الى القصر ، ولكن الغريب أن والدها كان مفقودًا عند وصولها. اخبرتها زوجته الثانية ، روكماني، أنه خارجُ في رحلة عملٍ وسيعود في غضون يومين. وبالرغم من ذلك ، بدأت ميشا تشك بالتدريج بسبب رؤيتها شخصيات غامضة تشبه والدها تناديها في القصر.
كانت ميشا تبغض زوجة أبيها وتظنّ أن ركماني تدسُّ الحقيقة وتتلاعب بها لتجعل ميشا تؤمن بأنها مريضة عقليًا او أُصِيبت بجنٍّ مستعينةً بمُعجبيها خاصةً ابن عم ميشا البعيد رانا جاي سينغ وضابط اسمه أشوك تانوار. ثم تشهد ميشا المزيد من هذه الأحداث الغريبة وتبدأ في الاعتقاد بأن والدها قد مات بالفعل وأن روحه تسكن القصر الآن فأصبحت مصممةً على معرفة الحقيقة وراء اختفاء والدها المفاجئ ، مستعينةً ب كابيل ، اليد اليمنى لرجا.
ثم دعت مشعوذة عمياء تعلم بعالم الجن والارواح لتخبرها عن وجود أي شخصيات روحية ، ولتتفاجئ بادعاء الشمعوذة بوجود ارواح في القصر. ومع ذلك ، حتى تتأكد من مقتل راتان حضرت حفلة خاصة مع Kapil فترى بشكل متخفي أن رنا يمر بدين مالي حيث يعتمد على أموال روكماني مقابل اخفاء الحقيقة عن ميشا. قرر ميشا وكابيل اتباع رنا إلى منطقة مهجورة حيث القيا القبض عليه وهو يعطي المال لرجال آخرين. وبعد القبض عليه ، أخبر ميشا أن روكماني حامل بطفل رجلٍ آخر. لتصبح ميشا أكثر تشككًا في روكماني وتعود إلى القصر.
بعد ذلك، حاول رنا العودة إلى المنزل بعد إخبار ميشا بالحقيقة ، ولكنه ضُرب بمجرفة عدة مرات من قبل شخص مجهول ، مما أدى إلى قتله.
في هذه الأثناء وفي قصر ماياجاره ، كانت روكماني تمارس تمارين استشفاء تحت الماء فس مسبح القصر، بالرغم من حملها ، لكنها شعرت بالذنب فجأةً وهلوست متخيلةً نفسها تنزف بغزارة. ثم عادت إلى غرفة نومها ، لتصل ميشا بعد ذلك وتبدأ في استجوابها لكن روكماني حاولت صرفها والطلب منها مغادرة القصر.
بعد ذلك ، اخبر كابيل ميشا روكماني أن رنا مات في أراضيهم المغطاة بالملح. غادرت روكماني القصر مع كابيل ، بينما فكرت ميشا واستنتجت أن كلب والدها الأليف كوماندر يمكنه أن يشم رائحة الجسد. فأخذت ميشا الكلب كوماندر وسائق القصر وبادام إلى الرصيف حيث توقعت ميشا مكان وجود جثة راتان. في وقت لاحق ، ظهر أن شكوكها في مكانها ثم غاص بادام في الماء ليسحب جسد راتان يسمح له بالطفو. تصاب ميشا بالصدمة بعد رؤية حالته وكيف تم شدّ جسده بكيس بلاستيكي. وفي تلك اللحظة ، تم ضُربت هي وبادام من قبل شخصية مجهولة.
في اللحظة التالية ، تستفيق ميشا لترى بادام ينزف ثم تلتفت إلى الزجاج الخلفي لترى كابل العقل المدبر وراء كل هذا. يحاول كابل دفع السيارة من حافة إلى المياه العميقة ويحاول تلفيقها كحادث أمام ضابط الشرطة أشوك. رافق كابيل أشوك عندما تم تحديد مكان السيارة التي غرقت فيها ميشا. لينصدم عندما علم أن جثة ميشا لم تكن في السيارة. عندما أخبر كابيل روكماني أنه لم يتم العثور على جثة ميشا ، أصيبت بالذعر. احسّت أن هنالك شيئًا مريب ، فتوسلت إلى كابل ان يعود إلى المنزل في بسرعة بينما كان احساسها بالذنب والقلق يتزايد.
انقطعت فجأةً الكهرباء عن القصر، وكانت روكماني بقمة الهرع في تلك اللحظة. انصدمت بوجود طبيب الأسرة ، الدكتور شيخاوات ، في حدائق القصر. أخبرها أنه قبل أسبوع انتحرت ميشا ،وفحص على جسدها بنفسه. كانت روكماني مرتبكةً للغاية. تساءلت عن حقيقة موت ميشا، وان كان الامر حقيقياً فمن هي المرأة التي ادعت بأنها ميشا.
ثم رأوا المرأة التي تظاهرت بأنها ميشا والتي هربت بالفعل من السيارة قبل أن تغرق. وقفت المرأة من الكرسي المتحرك وافصحت بإنها فاطمة. بدأت فاطمة في سرد الامر من منظورها حيث كانت مدينة لراتان لتفضله وكرمه تجاهها خلال طفولتها ، وعندما قابلت ميشا الحقيقية في مرفق الصحة العقلية الذي كانت تعمل فيه ، علمت أنه من باب ردِّ الجميل ان تعتني بها. ولقد عانت ميشا من توتر مزمن شديد وكانت لديها افكار انتحارية.
فاطمة لم تساعدها فقط في التغلب على أفكارها الانتحارية؛بل ناقشت أيضًا الأعمال الطيبة التي قام بها والدها لتخليصها من نفس الألم والكراهية التي كان يملئها. فقررت ميشا أن تسامح والدها واتصلت به. كان مسروراً بعودتها الى حياته ، وكانوا يخططون لمقابلة بعضهم البعض. ومع ذلك ، شعرت ميشا بالخزي وكانت مقتنعة أن والدها لم يعد يحبّها لأنه لم يعد يردّ على مكالماتها وأصبحت غير مدركة لحقيقة أن كابيل قتل راتان بذلك الوقت.
في هذه الأثناء ، عرف راتان عن علاقة زوجته روكماني الغير شرعية مع كابيل ، والد الطفل وأراد نفيهما من القصر لكن كابيل هاجمه وقتله في الحمام في ذات الوقت الذي اتصلت فيه ميشا. نتيجة لذلك ، قررت ميشا الانتحار عبر رمي سيارتها من فوق الجسر فسقطت الى الهلاك. بعد أن انتحرت، فاطمة والدكتور شيخاوات اللذان كانا يعملان أيضًا مع ميشا ، نسقا خطة لمعرفة ما حدث بالفعل لراتان ، مما قادهما إلى كل ما حدث حتى الآن.
اعتذرت روكماني وبدأت تعترف بذنبها الفادح، وتوسلت إليهم لعدم ايذاء طفلها. في غضون ذلك ، عاد كابيل إلى القصر وسمع المحادثة بأكملها. فهاجم واصاب الدكتور شيخاوات ، وتركه فاقدًا لوعيه ، وثم لاحق ميشا.ليقتلها. طلبت روكماني اايقاف العنف، لكنه لم يكن مستعدًا للانصات إليها. أدركت روكماني أن السعي الى نهب كل الثروة هو ما دفع كابيل فلم يحبها قط. وعندما كان على قرابة فاطمة ، أطلقت روكماني عليه النار في أذنه كتكفير لخطاياها. لم يتوقع كابيل قط أن تنقلب روكماني عليه. حاول استرداد المسدس منها، وأثناء شجارهما ، أطلق عليها الرصاص في بطنها. لتسقط روكماني في المسبح وماتت بالضبط كما هلوست سابقاً.
تمكنت فاطمة من الفرار بينما كان كابيل حزينًا على موت روكماني ، لكنه سرعان ما لحق بها. أمسك بالبندقية التي كانت فاطمة في يدها وحاول إطلاق النار عليها لكنها سدت فتحة المسدس مستعينةً بأزرار الكم لباس راتان مما عكس اتجاه الطلقة الى كابيل الذي سقط بدوره ميتًا.
الثروة التي كانت سيجمعها الناس الجشعون تُستخدم الآن في تعليم العديد من الطلاب في إطار "مؤسسة ميشا" التي تديرها فاطمة والدكتور شيخاوات. تقترب فاطمة من علامة مميزة مكتوبة باسمي ميشا وراتان كذكرى لهم ، وترجو لهم الهناأينما كانوا بالعدالة التي استردتها لكليهما.

## الطاقم
- سارة علي خان بدور ميشا سينغ جايكواد (وهمية) / فاطمة
  - مانات دوجال بدور فاطمة الصغيرة
- فيكرانت ماسي بدور كابيل
- تشيترانجادا سينغ في دور روكماني
- أكشاي أوبيروي بدور رانا جاي سينغ الملقب بـ "RJ"
- راهول ديف بدور إس بي أشوك تانوار
- شيشير شارما في دور د. شيخوات
- شطاف فيجار بدور راتان سينغ جايكواد الملقب بـ "داتا" / "رجا صاحب"
- أشميتا جاجي بدور ميشا سينغ جايكواد
  - شيفيكا ريشي بدور الشاب ميشا
- Manjiri Pupala دور نفساني أعمى
- فينود كومار شارما في دور بادام

## الإنتاج
بدأ التصوير الاولي في فبراير 2022م في قصر رانجيت فيلاس ، وانكانير  واكتمل في 36 يومًا فقط. تم تصوير المخطط الثاني للفيلم في مومباي واماكن قربها؛ مع تصوير المقاطع تحت الماء في خوبولي.

## الاصدار
تم إصداره في 31 مارس 2023م على منصة OTT Disney + Hotstar باللغة الهندية كلغة اساسية.

## الاراء
تلقى فلم Gaslight مراجعات مختلطة بشكل عام من النقّاد. تم انتقاده بسبب القصة الرديئة والمكررة ولكن تم الإشادة بمشاهد الرعب والتصوير السينمائي وتصميم والجو المرئي العام . وكذلك الاداء الجيد الذي قدّمه الممثلين. (خاصةً فيكرانت ماسي وشيترانجادا سينغ).
اعطت منصة Bollywood Hungama الفيلم تقييما ً2.5 من أصل 5 نجوم بسبب بطئ روايته المبعثرة ولكنها تقدر أداء فريق العمل والحبكة التي لا يمكن التنبؤ بها.
اعطت منصة The Indian Express الفيلم 1.5 من أصل 5 نجوم وقالت أن الفيلم اخفق في إثارة التشويق، لكنها منحت التقدير لأداء فيكرانت ماسي . صنفت Times Now الفيلم على أنه 2 من أصل 5 نجوم وكتبت أن الفيلم مليء بالتغيرات والانعطافات المفاجئة في مجرى القصة ولكن لا يزال غير قادر على ايصال " الإثارة التي تبقيك على حافة المقعد ". انتقدتها مصنة الهندوسي سلبيًا على أنها "لغز جريمة قتل يستثمر أكثر في العواطف أكثر من المنطق، يثير gaslight الاهتمام بإطاره والتغيرات الحادة في النظرة الاولى، لكن تبيّن في النهاية أنه جريمة تافهة".